# روبرتو خیمنز (بازیکن فوتبال، زاده ۱۹۸۶)
روبرتو خیمنز (انگلیسی: Roberto Jiménez؛ زادهٔ ۱۰ فوریهٔ ۱۹۸۶) بازیکن فوتبال اهل اسپانیا است.
از باشگاه‌هایی که در آن بازی کرده‌است می‌توان به باشگاه فوتبال اسپانیول، باشگاه فوتبال اتلتیکو مادرید، باشگاه فوتبال المپیاکوس، باشگاه فوتبال رئال ساراگوسا، باشگاه فوتبال رکریتیوو اوئلوا، باشگاه خیمناستیک تاراگونا، باشگاه فوتبال بنفیکا و باشگاه فوتبال اتلتیکو مادرید بی اشاره کرد.
وی همچنین در تیم‌های ملی فوتبال زیر ۱۷ سال اسپانیا، زیر ۱۸ سال اسپانیا، زیر ۱۹ سال اسپانیا، زیر ۲۰ سال اسپانیا و زیر ۲۱ سال اسپانیا بازی کرده‌است.